# 谢上箴
謝上箴（1486年—？），字以善，號南湖，湖廣岳州府華容縣人，明朝政治人物。

## 生平
壬午湖廣鄉試第五十三名舉人，嘉靖十一年（1532年）壬辰科会试第二百五十九名，第三甲第一百三十六名進士。觀兵部政，授成都縣知縣，升刑部主事，歷郎中，累官福建建寧府知府。有《南湖詩集》。

## 家族
曾祖謝純一，祖謝如温，父謝讓，南京禮部司務；嫡母袁氏；繼母何氏；生母劉氏。慈侍下，妻劉氏，兄上佐；上佑；上伸；上符；上策；上選，弟上簡；上籥，子蒙賓；蒙賞；蒙貴。